# Трактористы
«Трактористы» — советский музыкальный художественный фильм 1939 года, поставленный Иваном Пырьевым на киностудии «Мосфильм». В 1965 году была создана новая редакция фильма с цензурными правками.

## Сюжет
1938 год. Демобилизованный старшина Клим Ярко возвращается с Дальнего Востока. Клим показывает друзьям газету «Правда» с фотографией своей землячки Марьяны Бажан — бригадира женской тракторной бригады, кавалера ордена Трудового Красного Знамени. «К ней поеду!» — смеясь, говорит Клим.
Марьяна — мастер скоростной вспашки. На мотоцикле, в робе и сапогах, носится она по колхозным полям, организуя работы своей бригады. Десятки писем получает Марьяна от узнавших о ней из газет поклонников. Но такая популярность не радует её. Чтобы отпугнуть «женихов», она упрашивает грубоватого здоровяка Назара Думу выдавать себя «для виду» за её жениха.
На собрании бригадиров МТС начальник Кирилл Петрович с шутками и неизменными прибаутками («Забодай тебя комар») критикует Назара за разгильдяйство, и в шутку говорит, что его надо женить. Назар Дума заявляет на это, что у него уже есть невеста — Марьяна. Кирилл Петрович в личной беседе пытается убедить Марьяну, что Назар ей не пара. Марьяна отвечает: «В няньках не нуждаюсь».
Вечером Клим идёт по степной дороге и натыкается на Марьяну, упавшую со своего мотоцикла. Ловкий Клим быстро заводит мотоцикл и отвозит Марьяну к ней домой. Только здесь, при свете, он понимает, кого выручил: «Так вот ты какая, Марьяна Бажан!». Сноровистый Клим сначала вправляет Марьяне вывих, потом быстро чинит трактор и садится ужинать. Восхищённая Марьяна сама предлагает Климу остаться и осмотреться в их бригаде. Клим соглашается.
Вечерами он играет на баяне и поёт трактористкам песню «Три танкиста». Однажды к Марьяне наведывается Назар Дума. Он уже совсем вошёл в роль и сразу представляется Климу как жених. Обидевшийся Клим уходит в соседнюю Терновку. Марьяна пытается остановить его:
«— Останься! Никого никогда не просила. Останься, Клим.» Но тщетно. Марьяна отправляет в погоню Кирилла Петровича.
Тем временем Назар и его приятель Савка — такой же разгильдяй — «грабят» грузовик с топливом для тракторов других бригад. Разгневанный Кирилл Петрович разжалует Назара в простые трактористы и назначает бригадиром Клима.

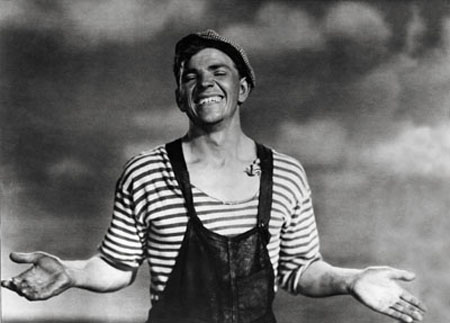
Савка поёт куплеты

Трактористы решают устроить новому бригадиру испытание. Сначала Савка издевательски поёт ему куплеты «Здравствуй, милая моя, я тебя дождался». Клим пропускает иронию мимо ушей и в ответ пляшет лихой танец. Потом Клим на слух определяет дефекты тракторного двигателя. Трактористы принимают нового бригадира. Помимо основной работы, Клим обещает учить их вождению танка, стрельбе и работе в противогазах.
Вместо положенного по инструкции плуга шириной 240 см Клим цепляет к трактору плуг шириной 330 см. Мощный «Сталинец» справляется! При вспашке плуг выворачивает из земли каску немецкого офицера времен Первой мировой войны.
Кирилл Петрович выступает перед трактористами, читает стих о 1918 годе и предупреждает:
«Опять немца, забодай его комар, на нашу землю тянет. Драться будем!». Он одобряет почин бригады Клима:
«Трактор, хлопцы, это танк!».
Марьяна изучает книгу «Танкисты» о событиях у озера Хасан. Вечером Клим с бригадой поёт Марш советских танкистов. Распевая эту песню, Назар даёт две нормы в день. Его портрет печатают в газете. Узнав об этом, Кирилл Петрович говорит Марьяне, что теперь он одобряет её свадьбу с Назаром. «Ой, Клим, Клим дурной» — говорит Марьяна и бросается целовать Клима. Входит Кирилл Петрович, и Марьяна от смущения выпрыгивает в окно. Клим признаётся Кириллу Петровичу, что он сам любит Марьяну.
Марьяна в ночной степи поёт песню о «нежной, большой любви». Внезапно появляется Клим. Влюблённые признаются друг другу. Из темноты появляется на машине Кирилл Петрович и, освещая парочку бригадиров фарами, поздравляет их. Тут же уговариваются сыграть свадьбу сразу после сева.
Свадьба! Жених в военной форме, невеста — в вышитой сорочке и сарафане, трактористы — в костюмах. Жених и невеста с орденами. Кирилл Петрович провозглашает тост «за мастеров земли, за трактористов»:
«Живите, хлопцы, размножайтесь, веселитесь, забодай вас комар. Но каждую минуту будьте готовы встретиться с врагом!».
Все встают и поют Марш советских танкистов. На словах «когда нас в бой пошлёт товарищ Сталин» все поднимают бокалы к портрету Сталина.

## В ролях
- Марина Ладынина — Марьяна Бажан
- Николай Крючков — Клим Ярко

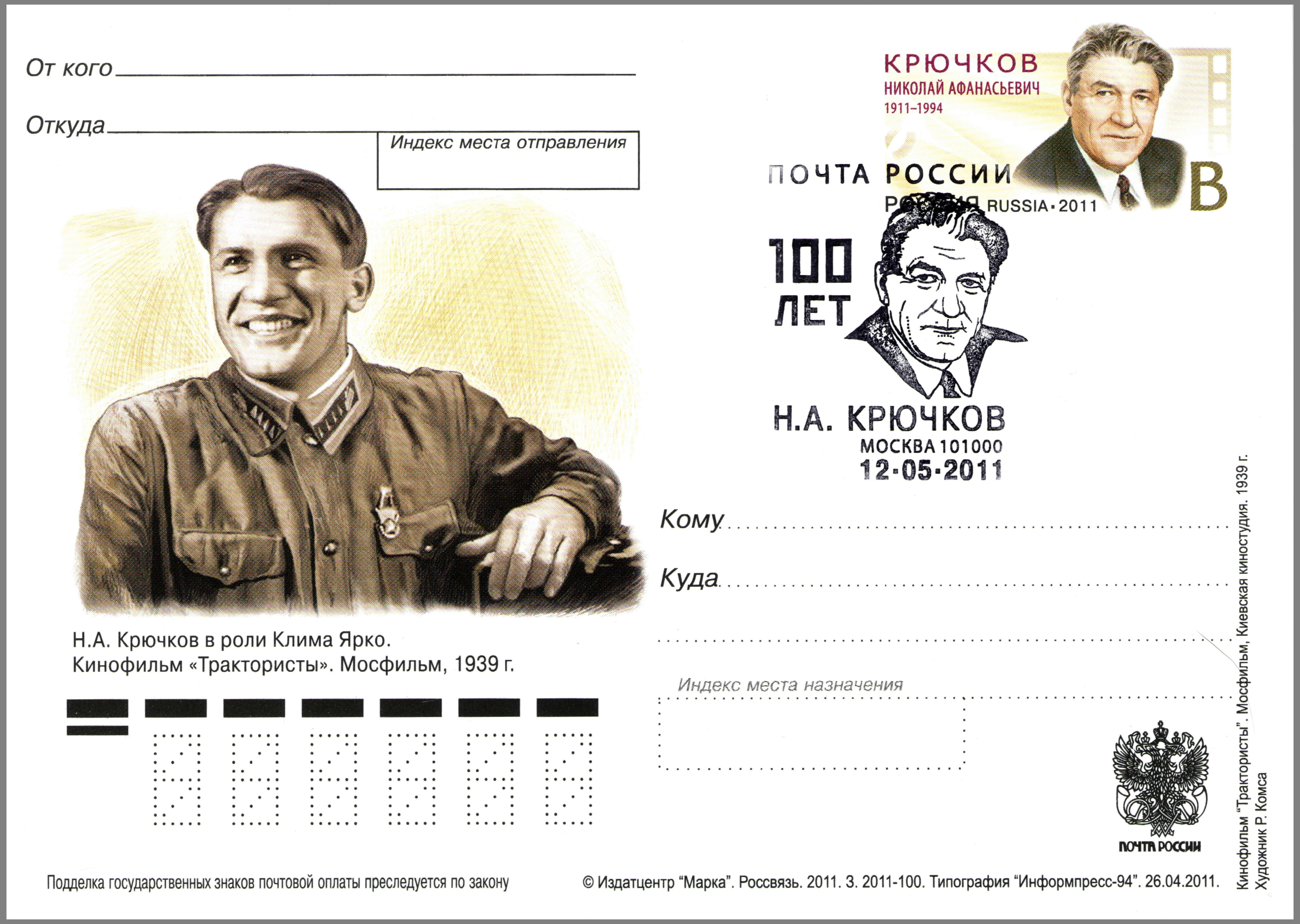
Николай Крючков в роли Клима Ярко. Почтовая карточка с оригинальной маркой, выпущенная к столетию со дня рождения Н. А. Крючкова. Россия, 2011 г.

- Борис Андреев — Назар Дума (первая роль в кино)
- Степан Каюков — Кирилл Петрович
- Пётр Алейников — Савка
- Владимир Колчин — Харитоша
- Ольга Боровикова — Франя
- Р. И. Днепрова-Чайка — Марковна
- Алексей Долинин — Тарас Фёдорович, пожарный из Мелитополя
- Пётр Савин — танкист, друг Клима
- Артавазд Кефчиян — танкист, друг Клима
- Аркадий Райкин — пляшущий тракторист (эпизод)
- Иван Матвеев — тракторист

## История создания
После успеха выпавшего на долю фильма «Богатая невеста» Иван Пырьев получил признание зрителей, критики и лично Сталина. Режиссёр немедленно начинает работу над следующей картиной, главным героем которой станет воин-танкист. Аркадий Захарович Добровольский (1911—1969) в 1936 году завершил сценарий «Трактористы», а уже в 1937 году был репрессирован, пробыл в заключении 21 год. Колымская жизнь А. З. Добровольского упоминается в рассказе Варлама Шаламова «Афинские ночи». В частности: «Пырьев и Ладынина прислали бывшему сценаристу „Трактористов“ и эту поэму» (речь о «Поэме без героя» Ахматовой в первом ташкентском варианте). Известна также переписка Шаламова и Добровольского с упоминанием Пырьева. По другим данным сценаристом является Евгений Помещиков. Имеются данные и о соавторстве Добровольского и Помещикова . Однако, зная любовь Шаламова к выдумыванию событий, относиться к его словам можно только с учетом этого качества.
В 1938—1939 году на дальневосточных рубежах страны произошёл ряд военных инцидентов (на озере Хасане и Халхин-Голе), которые доказали боеспособность советских войск, противостоявших японским милитаристам. Напряжённое предвоенное время в Европе диктовало темы для кинематографистов СССР. В ходе работы над фильмом военный настрой, которого не хватало в сценарии, был только усилен. В финальной сцене свадьбы главные герои и гости дружно запевают песню «Броня крепка и танки наши быстры», давая тем самым понять, что советские люди готовы к военным испытаниям.
На пробах к картине единственная сложность возникла с характерной ролью Назара Думы. На неё после долгих поисков утверждён молодой актёр из Саратова Борис Андреев, который приехал в Москву с Саратовским театром драмы на летние гастроли. Роль Назара Думы стала дебютом успешной кинокарьеры и началом большой дружбы Андреева с Петром Алейниковым, которую они пронесли через всю жизнь.
Натурные съёмки картины прошли в УССР летом-осенью 1938 года, в Николаевской области (Гурьевская МТС). В память об этом трактор «Сталинец-65» (ЧТЗ С-65, изображён на постере), использовавшийся в съёмках фильма, был установлен при въезде в село Гурьевка (Новоодесский район Николаевской области Украины), где происходили съёмки (на самом деле на постаменте установлен не «Сталинец С-65», а гораздо более поздняя модель Т-74, послевоенный массовый трактор).
В декабре 1938 года фильм был закончен, а премьера его состоялась 3 июля 1939 года.

## Художественное значение
Фильмы «Богатая невеста» и «Трактористы» — первые в ряду работ Пырьева, героизирующие колхозный быт, изображающий идеализированную картину на экране, стали классикой сталинского периода в кинематографе.
Внешне конфликт фильма заключён в любовном треугольнике. Главный герой доказывает искренность чувств любимой женщине победами на трудовом фронте.
Особенность этой картины в искренности пафоса, который в фильмах 1930—1950 годов всерьёз воспринимался аудиторией как изображение будущей светлой жизни. Другая важная особенность — подспудное настроение надвигающейся войны и катастрофы, довлеющее над вполне безобидным основным героико-романтическим сюжетом. Даже символ технического прогресса 1930-х годов трактор преподносится в фильме как мирный танк. Герои готовы пересесть в настоящие танки по первому призыву.
Фильм Пырьева «Трактористы» интересен тем, что картина мира в нём как бы раздваивается. Став воспроизведением утопической картины зажиточной колхозной жизни, свойственной лиминарию, фильм в то же время свидетельствует о прорыве в эту утопию активного пассионарного начала.
Фильм стал олицетворением той идеи, к которой стремилась страна и советская власть. Именно так представляла она будущую жизнь в колхозе.
Фильм получил широкое признание зрительской аудитории. Песни из фильма приобрели самостоятельную популярность, став одними из самых любимых народных песен на военную тематику.

Только двое тех танкистов,
Тот водитель и стрелок, 
Всё глядят на гармониста
Словно что-то невдомёк.
И, сменивши пальцы быстро,
Он, как будто на заказ, 
Здесь повёл о трёх танкистах, 
Трёх товарищах рассказ.
— «Василий Тёркин» А.Твардовский

## Призы и премии
- 1941 — режиссёр Иван Пырьев, актёры Николай Крючков и Марина Ладынина удостоены Сталинской премии I степени в области литературы и искусства[2].
- 1939 — фильм был включён в программу дебютного Каннского кинофестиваля, который был прерван и не состоялся в связи с началом Второй мировой войны[9].